# Кафе «Минога»
«Кафе „Минога“» (пол. Cafe pod Minogą) — польский чёрно-белый художественный фильм, военная комедия 1959 года. Экранизация одноимённого романа Стефана Вехецкого.

## Сюжет
Похоронное бюро Целестина Конфитеора в Варшаве соседствует с кафе «Минога». Во время гитлеровской оккупации владелец кафе создал нелегальный бар у соседа. Там также укрывается водитель заграничного дипломата, в женском костюме.

## В ролях
- Адольф Дымша — Манюсь Китаец
- Вацлав Янковский — Войтусь Пискорщак
- Влодзимеж Скочиляс — Шмая Пискорщак
- Болеслав Плотницкий — Целестин Конфитеор, владелец похоронного бюро
- Ханка Белицкая — Аполония Каралюх
- Феликс Хмурковский — Константы Анёлек, владелец кафе
- Стефания Гурская — Анёлкова
- Кристина Колодзейчик — Сабця, воспитанница Анёлков
- Клеменс Мельчарек — Владек, жених Сабци
- Ежи Душиньский — Анджей Загурский, редактор
- Ежи Беленя — негодяй
- Ирена Скверчиньская — клиентка
- Александер Дзвонковский — шпик в кафе
- Тадеуш Шмидт — Витек
- Леонард Петрашак — повстанец
- Станислав Тым — повстанец
- Зыгмунт Хмелевский — немецкий генерал
- Стефан Бартик — немецкий охранник у виллы
- Януш Палюшкевич — немецкий солдат
- Эдвард Вихура — немец
- Наталья Шиманьская
- Станислав Волиньский и др.